# Jaime Peiró
Jaime Peiró Arbonés (Barcelona, España, 9 de agosto de 1931-ib., 11 de noviembre de 2016) fue un futbolista español que jugaba como delantero.

## Clubes
| Club                      | País   | Año       |
| ------------------------- | ------ | --------- |
| C. F. Barcelona           | España | 1950-1951 |
| S. D. España Industrial   | España | 1951-1953 |
| Real Gijón                | España | 1953-1954 |
| Real Jaén C. F.           | España | 1954-1958 |
| Real Valladolid Deportivo | España | 1958-1960 |
| Jerez C. D.               | España | 1960-1961 |
| C. D. Manresa             | España | 1961-1962 |
| C. F. Calella             | España | 1962-1963 |

## Palmarés

### Campeonatos nacionales
| Título                | Club            | País   | Año  |
| --------------------- | --------------- | ------ | ---- |
| Copa del Generalísimo | C. F. Barcelona | España | 1951 |